# Grete Volters
Margarethe „Grete“ Volters, gebürtig Margarethe Lauer (* 15. Oktober 1901 in Wien; † November 1996 ebenda) war eine österreichische Kostümbildnerin.

## Leben und Wirken
Die Tochter eines Bankprokuristen besuchte das Realgymnasium und ließ sich anschließend an der Akademie der bildenden Künste Wien fachlich ausbilden. Anschließend wirkte Grete Volters viele Jahrzehnte lang an mehreren prominenten Wiener Bühnen wie dem Volkstheater, der Volksoper und vor allem dem Burgtheater als Kostümbildnerin. An der „Burg“ sollte sie auch ihren späteren Ehemann kennenlernen, den Schauspieler, Regisseur, Lehrbeauftragten und stellvertretenden Theaterleiter Eduard Volters. In den 1960er Jahren sind auch mehrere Ausstattungen Grete Volters’ bei den Bregenzer Festspielen nachgewiesen: So belieferte sie beispielsweise 1966 eine Inszenierung von Schwanensee und 1968 eine weitere von Die lustige Witwe.
Von 1952 bis 1965 entwarf Grete Volters auch die Kostüme für eine Reihe von österreichischen Kinofilmen und kleidete innerhalb nur eines Jahrzehnts eine Fülle teils bedeutender, teils populärer Künstler aus, darunter Luise Ullrich, Theo Lingen, Hans-Joachim Kulenkampff, Heinz Erhardt, Gert Fröbe, Hansjörg Felmy, Brigitte Horney, Heidemarie Hatheyer, Lilli Palmer, Charles Boyer und Ewald Balser. Letztgenannten hatte sie bereits in Burgtheater-Inszenierungen wie beispielsweise Henrik Ibsens “Nora oder Ein Puppenheim” (1956) ausstaffiert. Grete Volters starb kurz nach ihrem 95. Geburtstag.

## Filmografie
- 1952: Knall und Fall als Hochstapler
- 1953: Der Verschwender
- 1953: Auf der grünen Wiese
- 1955: Um Thron und Liebe
- 1956: Ein tolles Hotel
- 1956: August der Halbstarke
- 1957: Familie Schimek
- 1957: Der Kaiser und das Wäschermädel
- 1958: Immer die Radfahrer
- 1959: Immer die Mädchen
- 1959: Und ewig singen die Wälder
- 1959: Kein Mann zum Heiraten
- 1960: Das Erbe von Björndal
- 1961: Ruf der Wildgänse
- 1961: Julia, du bist zauberhaft
- 1965: 3. November 1918